# معبد الوادي

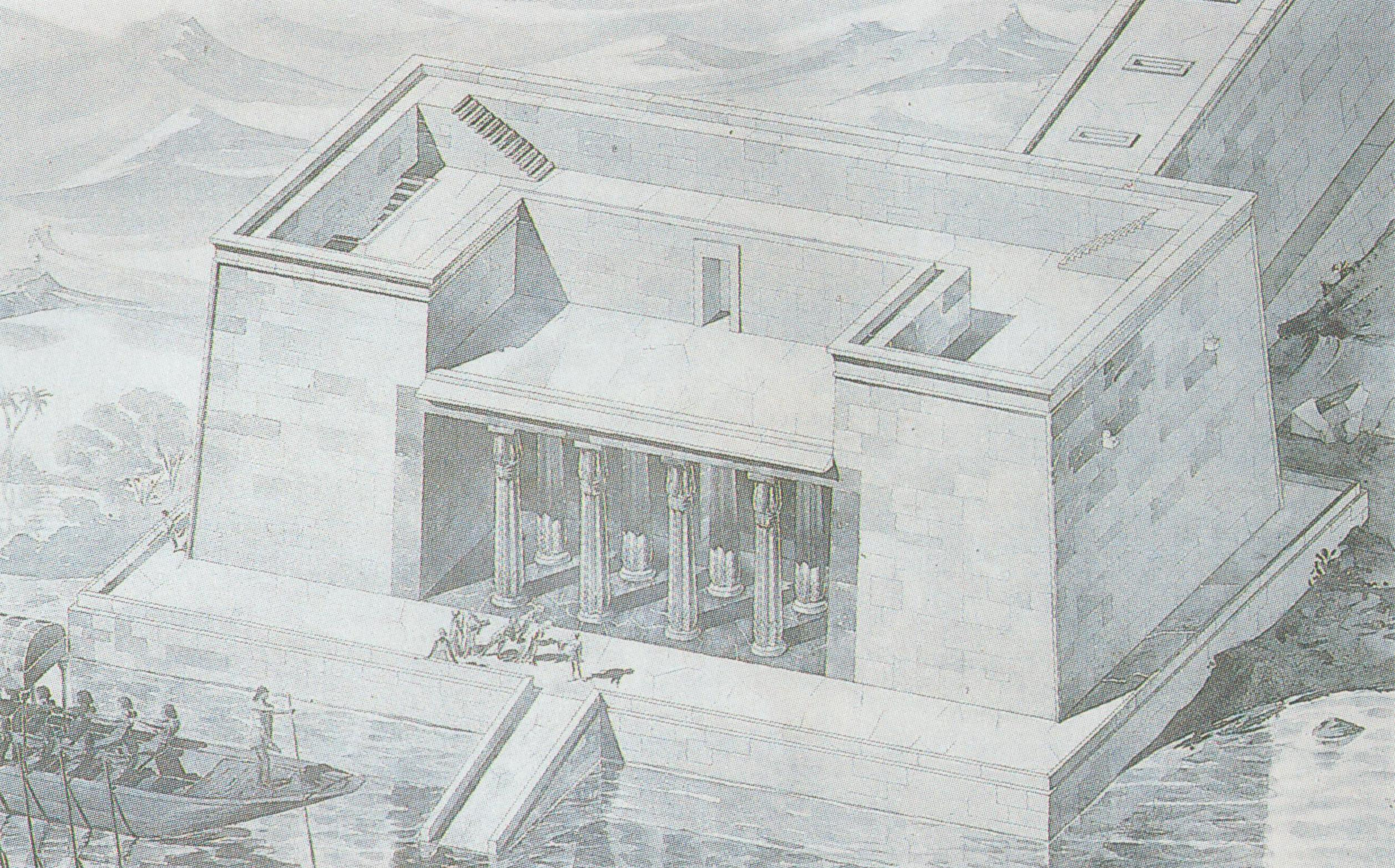
نموذج لإعادة هيكلة معبد الوادي لـ ساحورع.

معبد الوادي هو معبد كان قدماء المصريين يبنونه على شاطئ النيل بالقرب من أهرامات ويتصل بها بطريق يسمى «طريق الموكب». فبعد وفاة فرعون كان جسده يحنط وتجهز مومياه في معبد الوادي، ثم ينقلونها في موكب كبير إلى معبد بجوار الهرم مباشرة، اسمه المعبد الجنائزي . وبعد إجراء الطقوس الدينية على المتوفى كان يُدخل إلى حجرة التابوت ويوضع في التابوت .
ظهر معبد الوادي أول مرة في عهد الفرعون سنفرو ، وتتابعت بنياه حتى نهاية الأسرة الثانية عشر. كان يُبنى عند التقاء الصحراء بالأرض الخضراء وكانت تبنى له أحيانا قنوات مائية .
شُيّدت معابد الوادي على منصة على شاطئ النيل أو شاطئ القناة الإصطناعية وينتمي إليه ميناء ومنشآت بحرية. كانت تلك المنشآت تستخدم لتحميل المراكب والسفن الكبيرة. وكان المعبد يحوي محاريب توضع فيها تماثيل للمتوفى . كما كان للمعبد سلالم للصعود فوقه وإتمام بعض الطقوس الدينية.
بدأ في عهد سنفرو بناء منشأة كاملة حول الهرم، وفي ذلك الوقت نقل كهنة المصريين القدماء أداء الطقوس الدينية وحركة الميت في لقائه مع الألهة من منطقة الهرم إلى معبد الوادي .كانت الاحتفالات الدينية تُقام في منطقة الهرم للآلهة سوكر وهاتور و كانت المنطقة تزين برايات حورس.
وما ينتمي إليها من مراكب وأغلب الظن أن فرعون كان يتقبل الإحتفالات وتماثيله في معبد الوادي . كان ذلك متوارث منذ عصر الأسر المصرية المبكرة.
.
يدل على ذلك بردية أبو صير من الأسرة المصرية الخامسة ومن الاسرة السادسة، ومن قوائم الاحتفالات، وكذلك من وجود العديد من تماثيل منقرع في معبد الوادي التابع لهرمه .

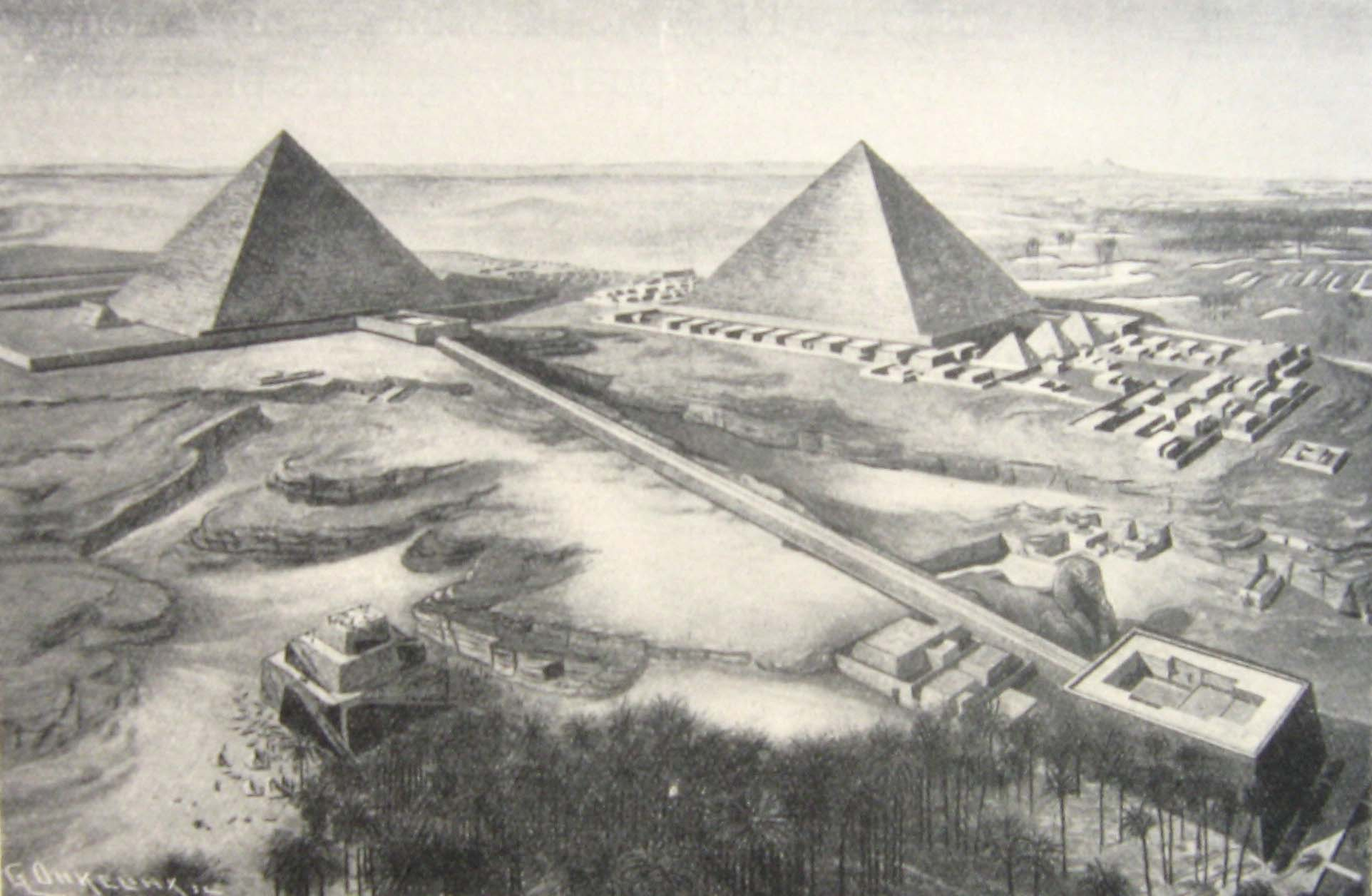
رسم يبين موقع معبد الوادي لخفرع ، بجوار أبي الهول. أما المعبد الجنائزي فيوجد أسفل هرم خفرع مباشرة.

من معابد الوادي التي بقيت حتى الآن معبد خفرع. وقد بُني هذا المعبد بجوار أبو الهول ومتصلا بطريق مرصوف للمواكب بهرمه الموجود على هضبة الجيزة . كما عثر علماء الآثار على معابد أخرى للملوك منقرع وساحورع و (نى أوسر رع) و أوناس وبيبي الثاني وسنوسرت الثاني وأمنمحات الثالث . كما كانت هناك معابد وادي أخرى على الأرض الخصبة بالقرب من النيل ولكن لم يتم دراستها . 

## عصر الدولة الوسطى
أثناء عصر الدولة المصرية الوسطى بنيت معابد مشابهة بتصميم معبد الوادي متصلة المقابر في طيبة وفي أسوان . واحد من أواخر تلك المعابد هو معبد الوادي لحتشبسوت، ولكنه بني في عصر الدولة الحديثة.

## عصر الدولة الحديثة
في عصر الدولة المصرية الحديثة انتقلت احتفالات معبد الوادي إلى معابد مقابلة لصروح معابد الكرنك، وكانت تشيد على شاطئ النيل أو تشق لها القنوات . وكانت تقام أمامها تماثيل للآلهة ولفرعون، وتقام الطقوس فيها مع قدوم مواكب آلهة أخرى. ويعتقد بعض علماء الآثار أن عملية تحنيط جثمان الملك كانت تتم في هذه المعابد .

## اقرأ أيضا
- حتشبسوت
- بيت المليون سنة
- مصلى أحمر (الكرنك)
- بناء السفن في مصر القديمة
- مقبرة سننموت
- خفرع
- معبد جنائزي